# Forte de Soar

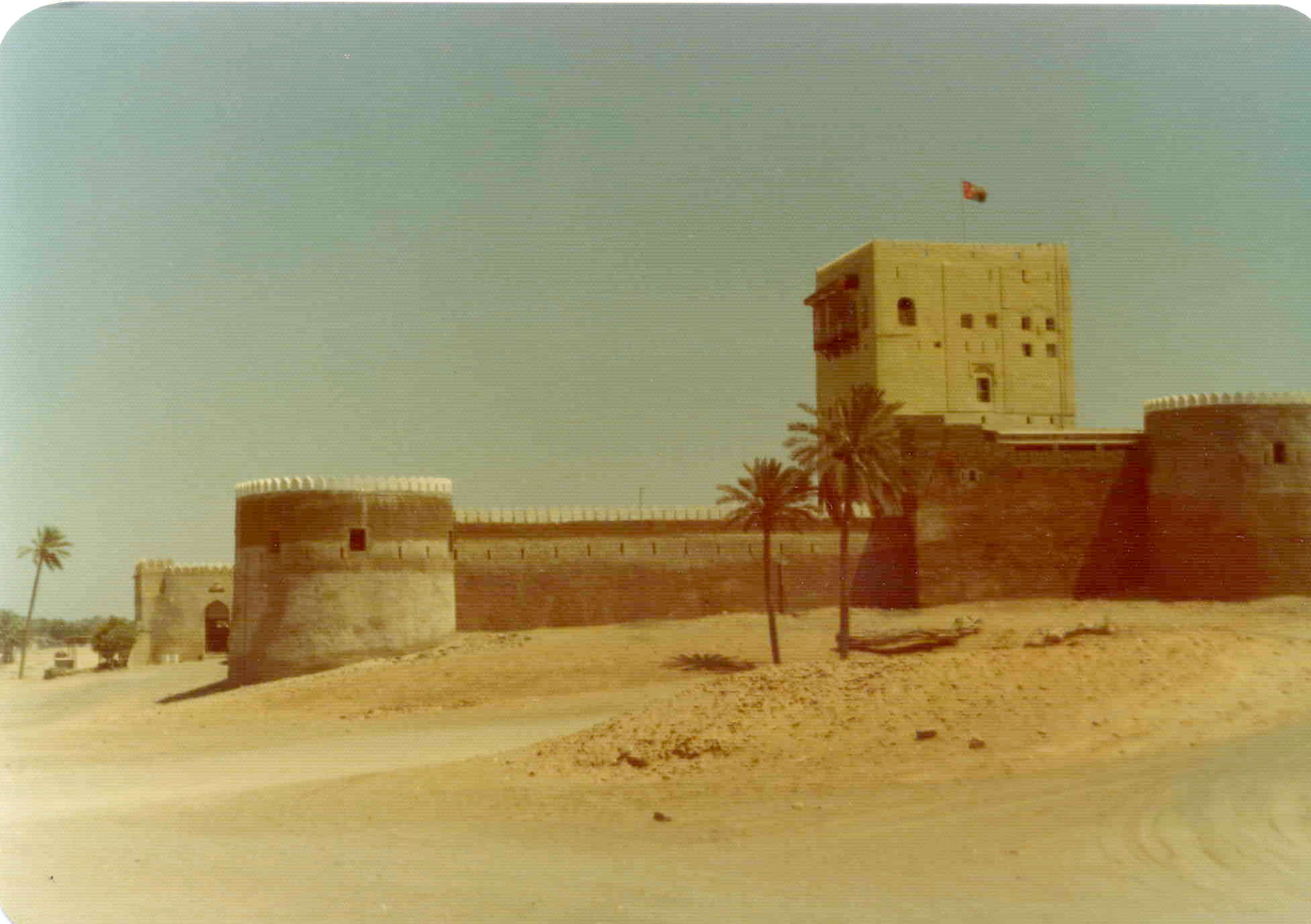
Forte de Soar (1973-74)

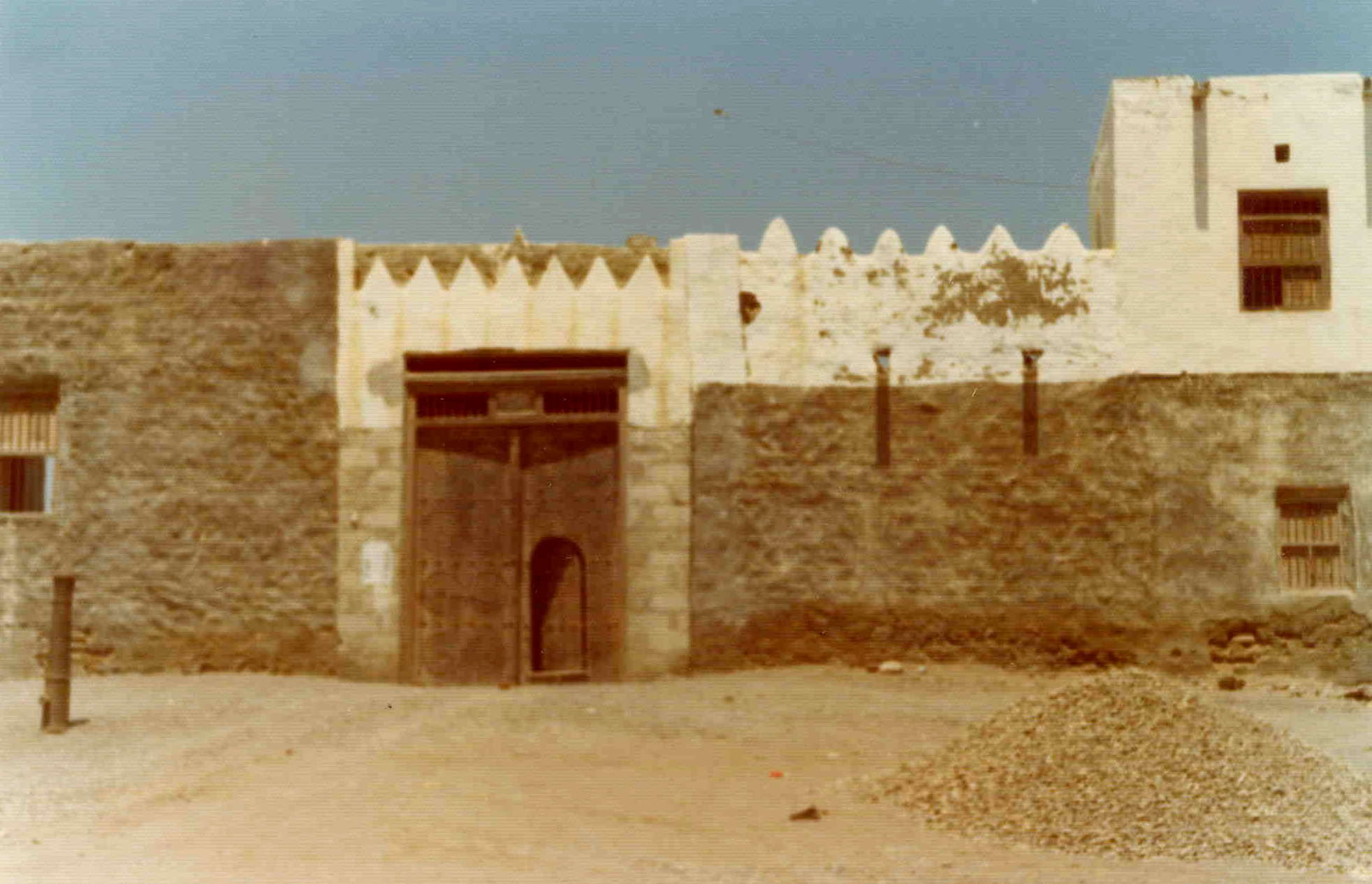
Forte de Soar (1973-74): portão

O Forte de Soar localizava-se em Soar, na atual província de Batina, no Sultanato de Omã.

## História
Esta cidade portuária islâmica no golfo de Omã, a leste do estreito de Ormuz, tributária do reino de Ormuz, prestou submissão a Portugal quando da primeira expedição de Afonso de Albuquerque a Ormuz (1507–1508). Com a reconquista de Ormuz em 1515, Soar foi conquistada pela armada de D. Francisco Rolim em 1516.
Tendo se revoltado contra o domínio português, foi ocupada por tropas sob o comando de D. Luís de Menezes em 1523. Acredita-se que terá sido fortificada com traça do arquiteto obidense Inofre de Carvalho, que reformou a Fortaleza de Ormuz, o Forte de Barém e a Fortaleza de Mascate entre 1559-1561.
Posteriormente, no contexto da Dinastia Filipina, aqui foi instalada uma feitoria por determinação do capitão Rui Freire de Andrada. Encontra-se referida por António Bocarro no Livro das Plantas de Todas as Fortalezas, com ilustração de Pedro Barreto de Resende (1635).

## Características
Conforme descrição de Bocarro, apresentava planta "…em quadro perfeito, com quatro baluartes nos quatro cantos, com seus traveses e bombardeiras que se defendem uns aos outros". Como outras fortificações na região à época, os seus muros, com cerca de 100 metros de lado, eram feitos de adobe, e os baluartes nos vértices, quadrangulares.